# Dan Remy Tangnes
Dan Remy Tangnes (født 3. marts 1979 i Oslo) er en norsk træner og tidligere ishockeyspiller. Han er i øjeblikket hovedtræner for EV Zug i Schweiz. Som spiller tilbragte Tangnes sin karriere i Vålerenga Ishockey, Rögle BK, Gislaveds SK, Lillehammer Ishockeyklubb og Jonstorps IF.